# Friedrich von Cochenhausen
Friedrich von Cochenhausen (ur. 14 lipca 1879 w Marburgu, zm. 20 lipca 1946 w Hochstadt am Main) – niemiecki generał, autor książek.
Po kampanii wrześniowej i kapitulacji Warszawy na początku października 1939 został mianowany niemieckim Komendantem Miasta Warszawy (łącznikiem pomiędzy prezydentem miasta Stefanem Starzyńskim a generałem został wówczas Stanisław Lorentz).